# ألبرتو غيريرو
ألبرتو غيريرو (بالإنجليزية: Alberto Guerrero)‏ هو لاعب رماية أمريكي، ولد في 10 أكتوبر 1903 في Humacao, Puerto Rico ‏ في بورتوريكو، وتوفي في 20 نوفمبر 1988 في Guaynabo, Puerto Rico ‏ في الولايات المتحدة.

## وصلات خارجية
- ألبرتو غيريرو على موقع أوليمبيديا (الإنجليزية)